# Sphaenorhynchus surdus
Sphaenorhynchus surdus es una especie de anfibio anuro de la familia Hylidae.

## Distribución geográfica
Esta especie es endémica de Brasil. Habita entre los 100 y 1200 m de altitud en los estados de Paraná, Santa Catarina y Rio Grande do Sul.

## Publicación original
- Cochran, 1953 : Three new Brazilian frogs. Herpetologica, vol. 8, n.º 4, p. 111-115.[5]